# Fofo Skarfo
Mawussé Kokou Solly, dit Fofo Skarfo, est un chanteur, auteur-compositeur-interprète togolais,.

## Carrière
Mawussé Kokou Solly est originaire du quartier populaire Ahligo à Lomé, la capitale de Togo. Fofo Skarfo a commencé sa carrière en groupe avant de sortir son premier album 13 janvier en 2018, en analogie à son jour de naissance, qui fait aussi référence à sa renaissance musicale. C'est un album de 14 titres, présenté en français et en éwé, est un ensemble de chansons qui présente l'univers de l'artiste. Il a défendu cet album sur scène à deux reprises consécutives à l'Institut Français du Togo et dans les festivals togolais,.
L'artiste a été influencé par le rap américain depuis son plus jeune âge. L'écoute des morceaux rap des artistes comme Nas 
qui a fortement influencé son écriture, de King Mensah, d'Angélique Kidjo et de Fela Kuti pour leur engagement pour la culture africaine. Il écrit des textes en français et en éwé, langue parlée par les peuples du sud Togo.

## Parcours
Avant de se lancer dans une carrière solo, l'artiste a évolué dans le groupe « La Source ». Ce groupe a sorti l’album le combat en 2011. Tout juste après le concert dédicace de l’album, il s’envole pour la Chine. Après 4 ans, il revient à la charge avec des morceaux comme Balle perdue et Alolekeo. Il sort son premier album 13 janvier.
Il est signé officiellement sous le label Wère Wère Music en octobre 2023.

## Style musical
Sa musique est un mix de chansons sur une base afro. Ses compositions restent éclectiques. Au travers de sa musique, il appelle à la découverte et à l'amour de soi.

## Concert
- Avril 2022 : La mixtape de Fofo Skarfo est présentée en concert à l'hôtel Onomo[9]
- Janvier 2021 : Participation à l’édition 2021 Nuit des idées au Togo à l'institut français du Togo[10].
- Avril 2019 : Concert Elatché, en dédicace de son album 13 janvier à l'institut français du Togo[11]

## Distinctions

### Récompenses
- 2017 : Meilleur artiste de la diaspora et nommé pour le meilleur vidéo clip par All Music Awards[14],[15],[16].
- 2018 : Nommé parmi les 20 meilleurs tubes aux Heroes 228[17][source secondaire souhaitée].